# Gloria Jones
Gloria Richetta Jones (født 19. oktober 1945) bedre kendt som Gloria Jones er en northern soul sanger og sangskriver fra USA.